# Camphin-en-Carembault
Camphin-en-Carembault település Franciaországban, Nord megyében. Lakosainak száma 1725 fő (2022. január 1.). Camphin-en-Carembault Chemy, Carvin, Libercourt, Carnin és Phalempin községekkel határos.

## Népesség
A település népességének változása:
| Lakosok száma | 1607 | 1631 | 1669 | 1660 | 1682 | 1699 | 1702 | 1714 | 1725 |
|               | 2013 | 2015 | 2016 | 2017 | 2018 | 2019 | 2020 | 2021 | 2022 |